# Atlantagrotis aethes
Atlantagrotis aethes là một loài bướm đêm thuộc họ Noctuidae. Nó được tìm thấy ở vùng Magallanes của Chile và Patagonia và vùng Santa Cruzs của Argentina.
Sải cánh dài khoảng 34 mm.